# Leo Brunswijk
Leo Brunswijk (1966) is een Surinaams oud-guerrillastrijder, ondernemer en bestuurder. Nadat het militaire regime hem in 1986 een jaar vastzette en folterde in Fort Zeelandia, sloot hij zich aan bij het Junglecommando van zijn broer Ronnie Brunswijk. Daarna doorliep hij zijn carrière eerst in Nederland, en sinds het begin van de 21e eeuw in Suriname. Sinds zijn broer in 2020 vicepresident van Suriname werd, raakte hij in opspraak vanwege zijn stapeling van veel belangrijke functies bij staatsbedrijven.

## Biografie

### Fort Zeelandia en Junglecommando
De nacht van 21 op 22 juli 1986 markeerde de start van de Binnenlandse Oorlog, met de overval van het Junglecommando onder leiding van zijn broer Ronnie Brunswijk op de militaire post bij de brug van Stolkertsijver. Anderhalve week later, op 1 augustus, werd hij door het Nationale Leger in Moengo opgepakt. Daar werd hij onder leiding van luitenant Marcel Zeeuw vastgebonden, geblinddoekt en met een plastic zak over zijn hoofd uitgehoord over waar zijn broer zich zou verblijven. In Fort Zeelandia werd hij gefolterd en bij elkaar demonstratief zeven keer voor een vuurpeloton gezet. Hij werd uiteindelijk op 12 augustus 1987 vrijgelaten, kort voor het bezoek van de Speciale Rapporteur Amos Wako van het Mensenrechtencomité van de Verenigde Naties aan Suriname. Na een teruggetrokken verblijf van twee maanden ontvluchtte hij de hoofdstad en liep in elf dagen door het bos naar Stoelmanseiland. Hij kwam aan op 24 oktober, toen zijn broer zich in een gevecht bevond in Pokigron. Na radiocontact waren ze de dag erop herenigd. Sindsdien maakte hij deel uit van het Junglecommando.

### Studie en carrière in Nederland
In 1991 bevond hij zich in Nederland. De Binnenlandse Oorlog liep op zijn eind en Ronnie werkte inmiddels in de goudwinning in de Marowijnerivier. In dat jaar kwam Leo in het nieuws als verdachte van een ontvoering en mishandeling van een Tilburger.
Hij studeerde luchtvaarttechniek aan de Hogeschool van Amsterdam en begon zijn carrière in Nederland. Hij volgde verschillende managementtrainingen en werkte als senior designer spoorwegen bij Holland Railconsult, een verzelfstandigd onderdeel van de Nederlandse Spoorwegen (NS). Ook werkte hij als ordermanager bij het telecommunicatiebedrijf Lucent Technologies.

### Terug in Suriname

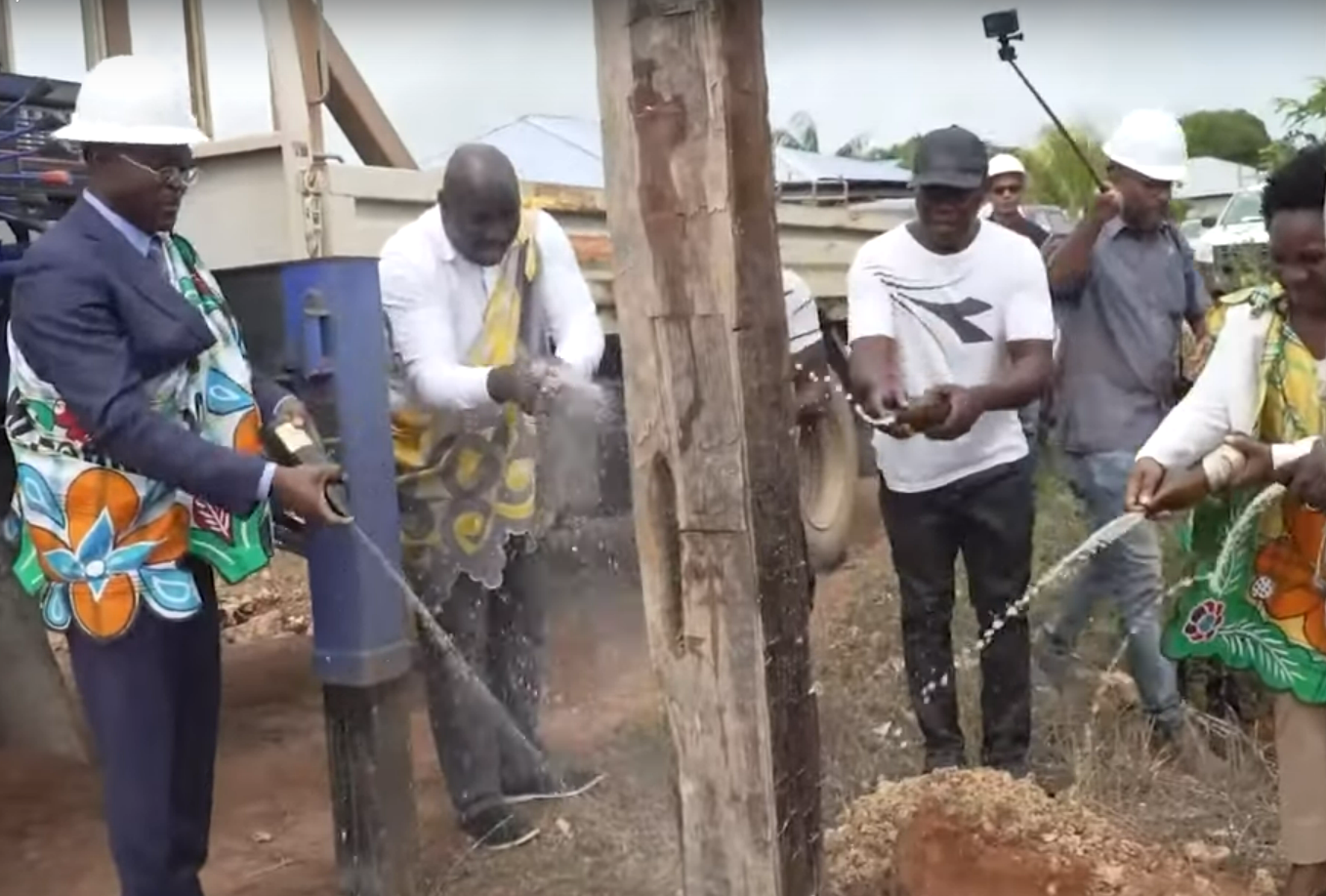
Plengoffer bij start Bambiproject EBS, 2023

Terug in Suriname, behoorde hij rond 2007 tot de top van de A-Combinatie, een politieke alliantie van marron-partijen en tevens coalitiepartner. Zijn broer Ronnie leidde de alliantie.
In 2007 werden hij en zijn 13-jarige zoon besproken in een debat in De Nationale Assemblée (DNA) vanwege een schadevergoeding die ze op het politiebureau in Albina van een winkelier ontvingen, die op zijn zoon had geschoten. Op vragen waarom hier voor een politieke topper lokaal snelrecht had plaatsgevonden en het voorval niet via een rechter was beslist verdedigde president Ronald Venetiaan het centrale gezag, door te zeggen dat daar niet getwijfeld mag worden.

### Voorzitter SLM, STKM en SV Notch
Sinds 2006 was Leo Brunswijk voorzitter van de RvC van de Surinaamse Luchtvaart Maatschappij (SLM). Rond de vorming van kabinet-Bouterse I in 2010 was er door de aanstaande coalitiepartner Megacombinatie onder leiding van Desi Bouterse hevige kritiek op zijn veelvuldige reisgedrag als RvC-voorzitter, waardoor hij vergaderingen had gemist.
Hem zou eerst de post van vicepresident van Suriname zijn toegezegd, maar die ging naar Robert Ameerali. Vervolgens verkoos zijn partij ABOP hem voor de post van minister van Transport, Communicatie en Toerisme. Bouterse pareerde hem ook hier, met als argument dat hij een technocraat op die post wilde. Leo Brunswijk gooide uiteindelijk zelf de handdoek in de ring, waarna het ministerschap naar Falisie Pinas ging, de toenmalige president-commissaris van Havenbeheer. Later dat jaar werd hij ook weggespeeld als president-commissaris van SLM, met als argument dat hij een Nederlands paspoort had en buitenlanders dergelijke hoge posities niet mochten bekleden. Hij werd vervangen door Ewald Henshuys, de zoon van wijlen Fred Derby. Zijn vertrek werd door Bouterse verkondigd tijdens een NDP-congres in Ocer. In juli 2011 was hij nog steeds niet geaccommodeerd; hij was toen kortstondig in beeld om John Defares als directeur van Havenbeheer op te volgen, die op het punt stond met pensioen te gaan. Brunswijk stapte uiteindelijk niet helemaal op bij SLM, maar bleef de vijf daarop volgende jaren aan als secretaris en aansluitend vijf jaar opnieuw als president-commissaris van de RvC.
In augustus 2014 trad hij daarnaast aan als bestuursvoorzitter van de Stichting Keuringen Motorrijtuigen (STKM). In oktober 2015 liet minister Jennifer van Dijk-Silos (NDP) van Justitie en Politie een onderzoek instellen door de Centrale Landsaccountantsdienst (CLAD), vanwege zaken bij de STKM als het niet afdragen van geïnde gelden, afpersing van instituten en het bezit van meerdere dienstauto's. Ook bekritiseerde ze Brunswijk, omdat hij naast bestuursvoorzitter inmiddels ook directeur was geworden. Ze ontnam de STKM de bevoegdheid om keuringen af te nemen, waardoor de Stichting Herkeuringen Motorrij- en voertuigen Suriname (SHMS) als enige keuringsinstantie overbleef.
Vanaf januari 2018 was hij verder een tijdlang voorzitter van de voetbalclub SV Notch uit Moengo, na het tijdelijke vertrek van Joël Martinus, alias Bordo. Verder was hij vanaf 2018 voorzitter van de commissie "Viering 10 oktober 2018" die in 2019 doorging als stichting A Marron Kompas.

### Goudconcessies
Leo en Ronnie Brunswijk bezitten in het binnenland  een flink aantal goudconcessies. Rond 2011 probeerde de regering de milieuschadelijke goudwinning in Suriname te ordenen, wat een clash met de Brunswijks opleverde. In oktober 2011 eiste Ronnie Brunswijk in DNA dat voorzitter Gerold Dompig van de commissie Ordening Goudsector het veld moest ruimen. Leo zou ten onrechte door hem beschuldigd zijn een aandeel te hebben gehad in de onrust in Maripaston. Onder dit voorwendsel werd Leo verboden zijn concessiegebied te betreden. Dat werd ondanks een vergunning ontruimd, terwijl velden zonder vergunning ongemoeid werden gelaten, aldus een oppositielid. In 2021 beweerde Leo Brunswijk niettemin nog nooit een concessie aangevraagd te hebben, evenmin in de periode 2005-2010.

### Stapeling van staatsfuncties vanaf 2020
Rond augustus 2020 was hij lid van de RvC van EnergieBedrijven Suriname (EBS). en in dezelfde maand werd hij president-commissaris van de RvC van Staatsolie. Hij had die functie nog bij de SLM en promoveerde een maand later ook daartoe bij EBS. Daarnaast was hij nog lid van de RvC van Havenbeheer.
Al gauw kwam er kritiek uit de maatschappij dat er tijdens het in juli 2020 aangetreden kabinet-Santokhi/Brunswijk, met zijn broer als vicepresident, functies bij staatsbedrijven werden verdeeld onder loyalisten en er een stapeling van functies was bij Leo Brunswijk. Ook kwam opnieuw kritiek op zijn Nederlandse nationaliteit, terwijl de statuten van Staatsolie en EBS voorschreven dat de Surinaamse nationaliteit (toen nog) verplicht was.
In februari 2021 verkreeg hij opnieuw de leiding over de herkeuringen van voertuigen, maar toen als directeur van de SHMS. Terwijl Ronnie Brunswijk enerzijds in augustus 2020 de kritiek van Bordo over benoemingen van oppositieleden smoorde, door Bordo uit het hoofdbestuur te verwijderen, liet Ronnie in oktober 2021 evenwel weten niet van plan te zijn benoemingen van loyalisten terug te draaien. In mei 2021 werd met veel commotie bekend dat Leo Brunswijk niet alleen president-commissaris maar ook directielid van EBS was.
In die tijd was Leo Brunswijk al jarenlang lid van het hoofdbestuur van de ABOP. In die functie raakte hij in september 2021 in opspraak toen hij in Albina een burger een stuk grond afhandig maakte ter grootte van 641 m2. Vanuit de stichting A Marron Kompas komt hij formeel op voor de belangen van de marronbevolking. Uit naam van die stichting doet hij niettemin geregeld ferme uitspraken, zoals door medio 2021 het ontslag te eisen van minister Diana Pokie van Grond- en Bosbeheer evenals van directeur Mike Antonius van Telesur. In juni 2022 was hij een van de begunstigden die een grondstuk kreeg toegewezen in Sabaku Village, een wijk in het noorden van Paramaribo waarover schande werd uitgesproken dat er zoveel percelen waren toegekend aan leden van de regeringspartijen. Zijn broer, en vicepresident, verdedigde de malversaties met het argument dat politici ook huizen nodig hebben.
In 2021, nog tijdens de coronacrisis in Suriname, en opnieuw in 2022, vanuit de beweging Organic Movement, waren er protesten in Paramaribo. Deze werden gevoerd tegen de regering, de benoeming van tal van friends and family op veel belangrijke posities (onder wie met name Leo Brunswijk) en vanwege malversaties bij staatsbedrijven als SLM en EBS. Weliswaar werd Havenbeheer in positieve zin bekroond. De protesten leidden naar een onderzoek naar het handelen van Leo Brunswijk in zijn rollen bij EBS. Ook wijzigde zijn broer, en vicepresident, diens standpunt door in juli 2022 aan te kondigen dat Leo terug zou gaan naar maar één functie. In oktober 2022 nam Herman Alendy het roer bij Staatsolie over. In februari 2023 verviel voor Leo de functie in de RvC van EBS, maar behield hij die van directeur.
Tijdens owru yari 2024 was er ophef over een video waarin Leo Brunswijk op een stoel te midden van een brandende pagara zit. Hiermee zou hij uit stoerheid het slechte voorbeeld geven, terwijl de brandweer adviseerde om afstand te bewaren bij het afsteken van vuurwerk.